# 1587 Kahrstedt
Az 1587 Kahrstedt (ideiglenes jelöléssel 1933 FS1) a Naprendszer kisbolygóövében található aszteroida. Karl Wilhelm Reinmuth fedezte fel 1933. március 25-én, Heidelbergben.